# 庫皮基 (霍羅爾區)
49°40′55″N 33°19′16″E / 49.68194°N 33.32111°E
庫皮基（烏克蘭語：Кулики），是烏克蘭中部的村莊，隸屬波爾塔瓦州的盧布尼區。該村處於霍羅爾河左岸，分別距離特魯拜齊1.5公里和沃夫巴西夫卡2.5公里，2001年人口92。